# Snežna jama
Snežna jama se nahaja na jugozahodnem pobočju Raduhe, v bližini Planine Arta, na 1556 m nmv, med Lučami in Solčavo. Je najvišje ležeča podzemna jama v Sloveniji urejena za obiskovanje. Celotna dolžina jame znaša 1062 m, za ogled je urejeno 630 m.

## Zgodovina
Jamo so odkrili pastirji okoliških kmetij, njen vhod oziroma vhodna udornica pa je bil prvič uradno omenjen in registriran leta 1939. Na tedenskem raziskovalnem taboru so pod 6 m globoko snežno odejo, člani jamarskega kluba »Črni galeb« iz Prebolda nato leta 1981 odkrili vhod v 1,5 km dolg jamski sistem. Za javnost je bila odprta 14. julija 1990. Starost jame ocenjujejo na 10 do 12 milijonov let. Jamarji in geologi menijo, da se je jama izoblikovala v pradavnini in se je kasneje z nastankom Kamniško-Savinjskih Alp oziroma z dvigom in nastankom Raduhe, dvignila na sedanjo nadmorsko višino. V jami so namreč najdeni fluvialni sedimenti.

## Značilnost
V Snežno jamo se vstopi po 40 m dolgi strmi jekleni lestvi položeni ob 45º strmino, ki se konča v Ledeni dvorani, ki je visoka 10 m. V Ledeni dvorani je ledeno jezero dimenzije 35 x 20 m, dolga je 55 m. Dvorano krasijo ledeni kapniki katerih velikost in razsežnost je odvisna od vsakoletnih snežnih padavin in temperature. Kapniške tvorbe v nadaljevanju so netipične za jame na teh višinah in predvidevajo, da so vsaj dvakrat starejše kot v do sedaj znanih jamah na Krasu. Za Ledeno dvorano je ozek zasigan del imenova Snežni gozd. Kapniki so visoki do 6 m. Jama je tu najožja. 500 m od vhoda se jama razširi, imenuje se Jedilnica, kapniki so visoki in precej debeli. Sledi Dvorana kijastih kapnikov in ponvicami. Dvorana je visoka 2 do 8 m in dolga 55 m. Na koncu se rov začne vzpenjati. Do tukaj je približno 630 m.
V Snežni jami so vidne naslednje aktivne sigaste tvorbe: stalaktiti, stalagmiti, veliki tudi od 5 do 21 m, baldahini, sigaste ponvice, kijasti kapniki iz jamskega mleka malgonita in drugo jamsko okrasje. V jami so odkrili tudi endemične jamske hrošče ( Oryotus raduhensis, Aphaobius mileri alpinus, Aphaobiella mlejneki moravec, Anophtalmus pretneri naraglavi).
V enem od stranskih rovov so v jami našli okostje jamskega medveda. Po oceni dr. Franca Osoleta naj bi pripadali samici jamskega medveda, ki je na Slovenskem izumrl pred 15.000 - 20.000 leti.

## Turizem
Dostop do jame je po 17 km dolgi lokalni cesti iz krajev Solčava, Luče oziroma Struge do manjšega parkirišča, nato pa še 10 minut peš po strmi pešpoti. V samo jamo omogočijo dostop usposobljeni jamarji, ki posojajo tudi ustrezno opremo (čelado, svetilko,...).
Jama je odprta od julija do konca avgusta ob sobotah, nedeljah in praznikih.
Ogledi so vsaki dve uri:
- od 9.00 do 17.00

Po dogovoru je možen ogled za večje skupine (nad 20 ljudi) tudi izven tega urnika. Glede na ugodne vremenske razmere tudi v maju in oktobru.
- Ledeni kapniki na začetnem delu jame
- Kapniško okrasje v jami
- Jamar izvaja melodijo na votle kapnike